# Джеймс Гарнер (футболіст)
Джеймс Гарнер (англ. James Garner; нар. 13 березня 2001, Беркенгед) — англійський футболіст, опорний півзахисник клубу «Евертон».

## Клубна кар'єра
Вихованець Академії «Манчестер Юнайтед». Влітку 2018 року вирушив разом з першою командою в передсезонне турне по США. 22 липня 2018 року вийшов у стартовому складі «Юнайтед» у товариському матчі проти «Сан-Хосе Ерсквейкс». У травні 2018 року підписав свій перший професійний контракт з «Манчестер Юнайтед».
В основному складі «Манчестер Юнайтед» дебютував 27 лютого 2019 року в матчі проти «Крістал Пелес».

## Кар'єра в збірній
Виступав за збірні Англії до 17 і до 18 років.